# 大けやきラ・ラ・ラ通り

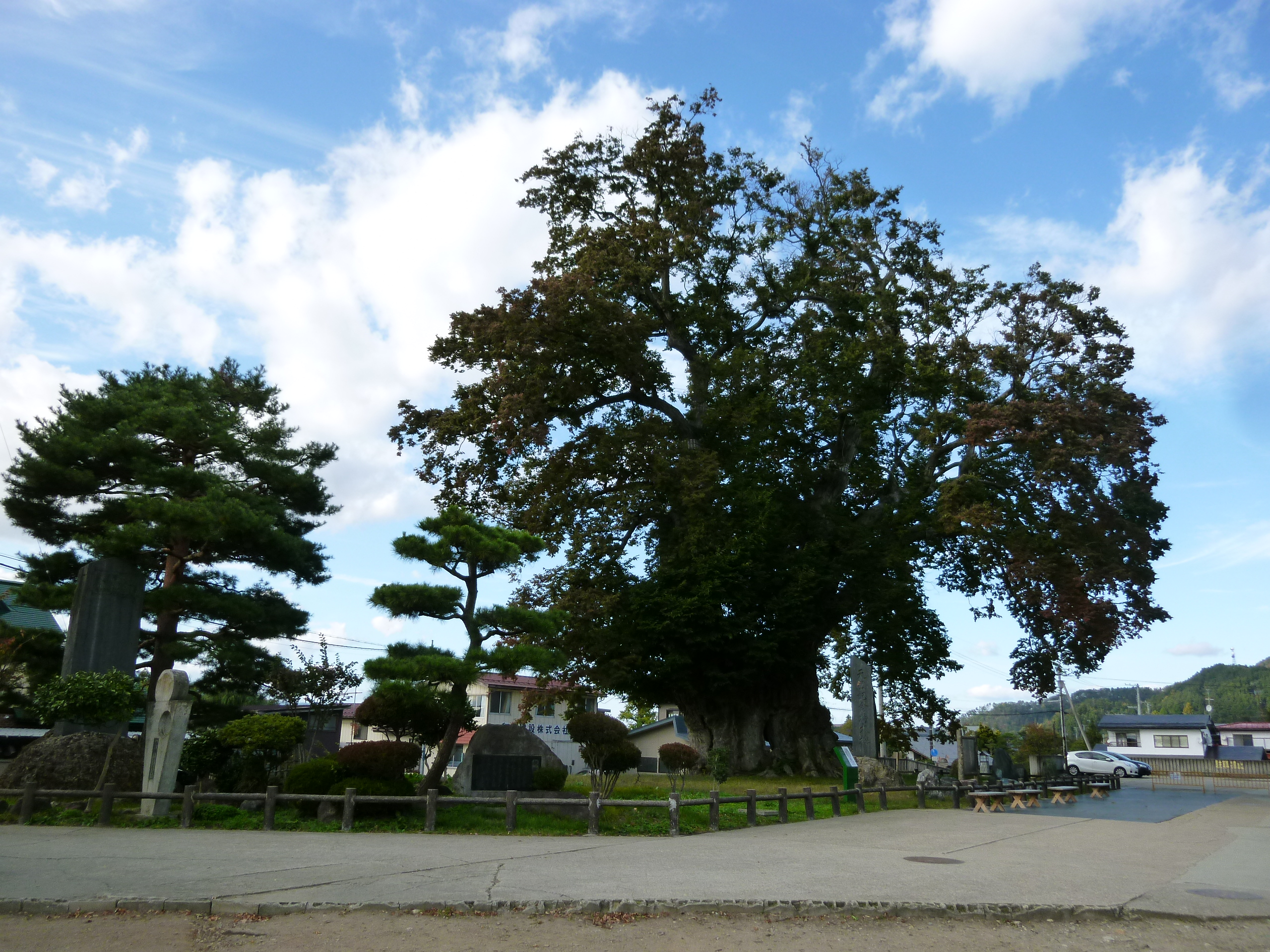
シンボルの「東根の大ケヤキ」

大けやきラ・ラ・ラ通り（おおけやきらららどおり）は、山形県東根市本町地区を中心とする商店街。本町商店街。

## 概要
現在の東根市立東根小学校にかつて存在した小田島城（東根城）の城下町を源流とする、伝統の名店が軒を連ねる商店街。現在の東根市中心部から北東に位置する、三日町地区・本町地区・本丸地区を貫く通りである。

## 店舗
- 壽屋 寿香蔵（地酒・漬物・梅菓子）[2]
- 松扇堂（和洋菓子）[3]
- まめとうや（豆菓子「東根豆糖」）[4]
- 洋菓子 吉田屋[5]
- 庄内浜・天然旬魚 しぶや（鮮魚料亭）[6]
- 暮らしの衣料 おしゃれパーク ヤマモト（衣料・雑貨）[7]
- ますや（和菓子）
- いちき鮮魚店
- 松田精肉店
- やきとり茂八（焼き鳥・居酒屋）
- みなと食堂（ラーメン）[8]
- ポー絵夢（喫茶・レストラン）
- 佐藤錦（青果）[9]
- 肉そば 舞鶴[10]
- ひろなり家具[11]

## 観光スポット
- 東根の大ケヤキ - 樹齢1500年以上の巨木。二本の樹が融合している。
- 東の杜資料館 - 旧家の酒蔵を用いた歴史民俗資料館[12]。
- 野森の宿（ぬもりのやど） - 明治時代の商家を復元した古民家[13]。

## 祭り・市

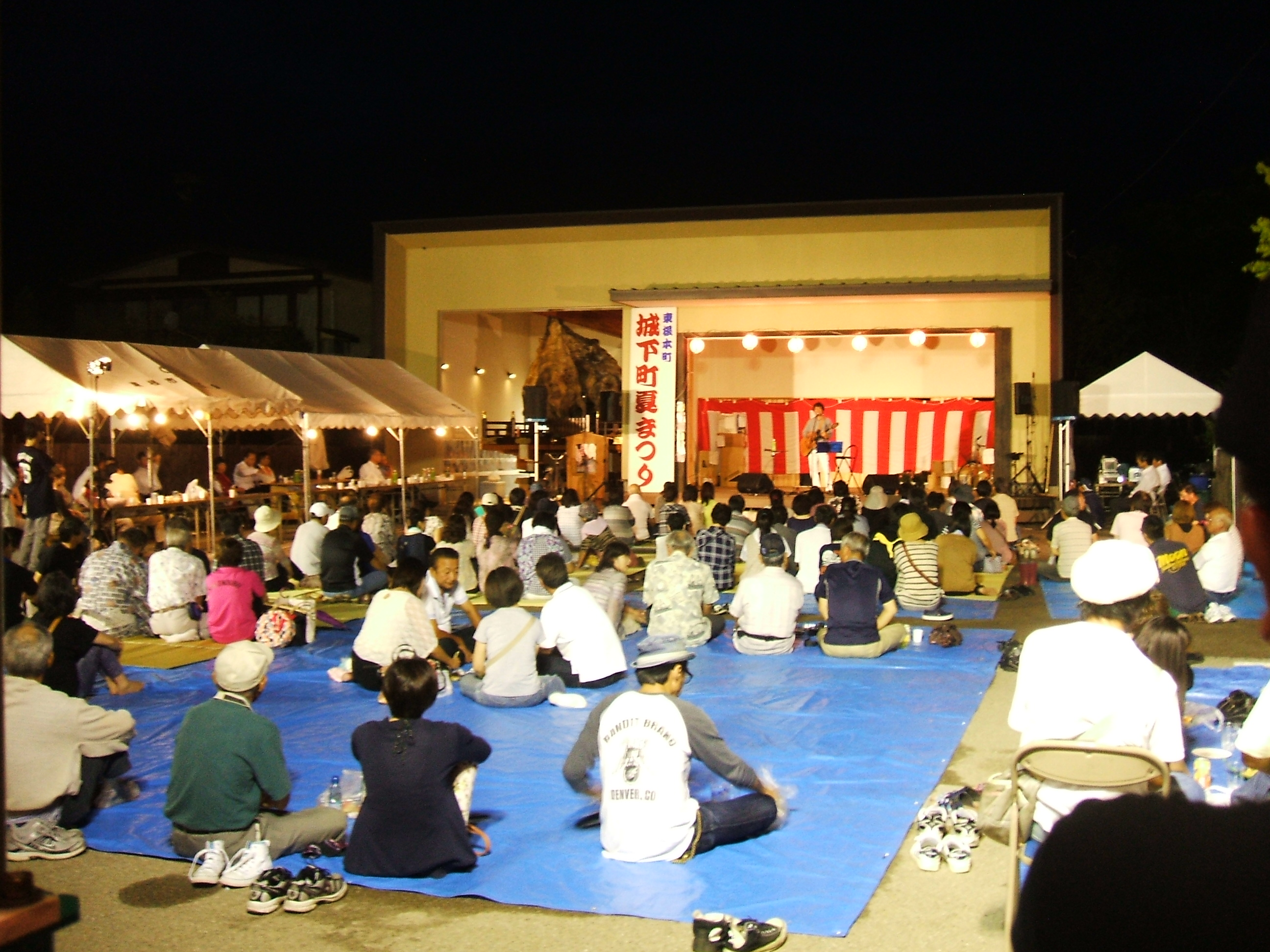
ひがしね城下町祭り(2014年)

- 東根城下町まつり
- 歳の市
- 初市

## 公的施設

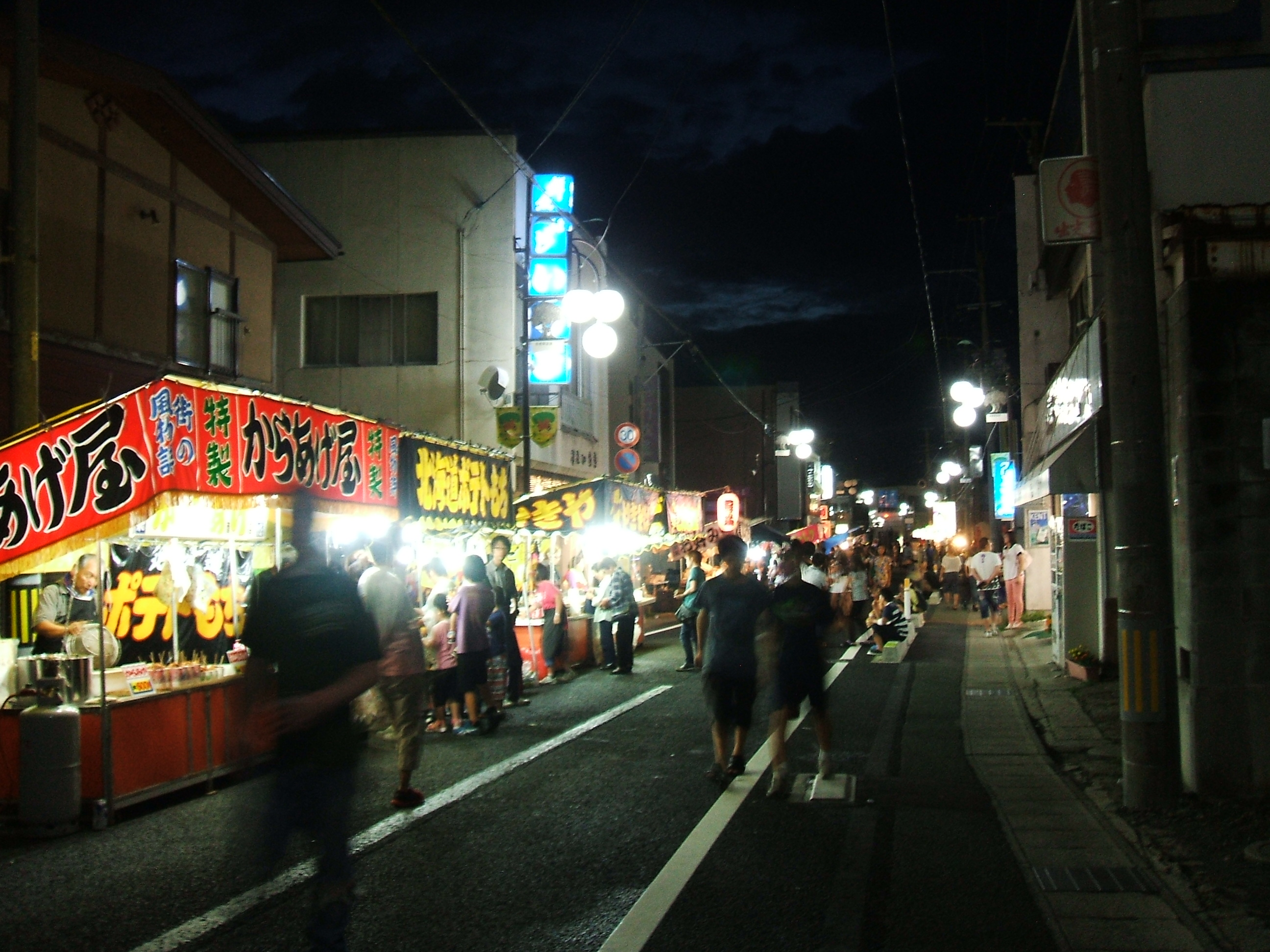
ひがしね城下町祭り(2014年)

- 東根公民館
- 東根一日町郵便局
- 東根市立東根小学校（東根の大ケヤキ）
- じゆうかん（コミュニティスペース）
- 東根青年会議所